# Ionela Târlea
Ionela Târlea (som gift Târlea-Manolache), född den 9 februari 1976, Râmnicu Vâlcea, Rumänien, är en rumänsk friidrottare som tävlar i kortdistanslöpning och i häcklöpning.
Târleas genombrott kom 1992 då hon blev fyra vid junior-VM på 400 meter. Två år senare blev hon junior-världsmästare på 400 meter häck. Hon deltog vid VM 1995 i Göteborg och slutade då på sjunde plats. Hon deltog även vid Olympiska sommarspelen 1996 i Atlanta och slutade sjua på 400 meter häck. 
1998 vann hon sin första medalj som senior när hon blev europamästare på 400 meter häck vid EM i Budapest och 1999 blev hon världsmästare inomhus på 200 meter. Târlea deltog vid Olympiska sommarspelen 2000 i Sydney där hon slutade på sjätte plats på 400 meter häck. Vid VM 2001 i Edmonton blev hon återigen sexa men vid EM året efter segrade hon i häcklöpning. Vid VM 2003 i Paris slutade hon på fjärde plats vilket är hennes bästa placering vid ett VM utomhus. 
Under 2004 blev hon fyra inomhus på 400 meter. Utomhus deltog hon vid Olympiska sommarspelen där hon blev silvermedaljör slagen endast av hemmalöparen Faní Halkiá. Vid VM 2007 i Osaka deltog hon på 200 meter, 400 meter och 400 meter häck men tog sig inte vidare till finalen i någon av grenarna. Vid Olympiska sommarspelen 2008 tävlade hon bara på 200 meter och blev utslagen i kvartsfinalen. 

## Personliga rekord
- 200 meter - 22,32
- 400 meter - 49,88
- 400 meter häck - 53,25